# لار (باشت)
لار، روستایی از توابع شهرستان باشت در استان کهگیلویه و بویراحمد ایران است.
روستای لار در ۳۵ کیلومتری غرب شهر باشت حد فاصل روستاهای تلچگاه و کوهسرک واقع گردیده است. با گذشت از میان روستای لار و طی مسیر به سمت تنگ آبگرمکان و عبور از کنار چشمه زیبا و پر آب آبگرمکان با پشت سر گذاشتن جاده‌های پرپیچ و خم، چشم‌نواز و صعود به ارتفاعات به دشتی بسیار وسیع و یکدست می‌رسیم که دشت لار نامیده می‌شود. این منطقه به دلیل ارتفاع ۱۴۰۰ متری از سطح دریا از هوای خنک بهره می‌برد و پوشیده از درختان بلند و کهنسال بلوط است.

## جمعیت
این روستا در دهستان کوهمره خامی قرار دارد و براساس سرشماری مرکز آمار ایران در سال ۱۳۸۵، جمعیت آن ۵۲ نفر (۱۰خانوار) بوده‌است.